# (19941) 1981 ES24
A (19941) 1981 ES24 a Naprendszer kisbolygóövében található aszteroida. Schelte J. Bus fedezte fel 1981. március 2-án.